# Joan Abelló i Prat
Joan Abelló i Prat (Mollet del Vallès, 26 de desembre de 1922 - Barcelona, 25 de desembre de 2008) va ser un pintor i col·leccionista català.

## Abelló artista

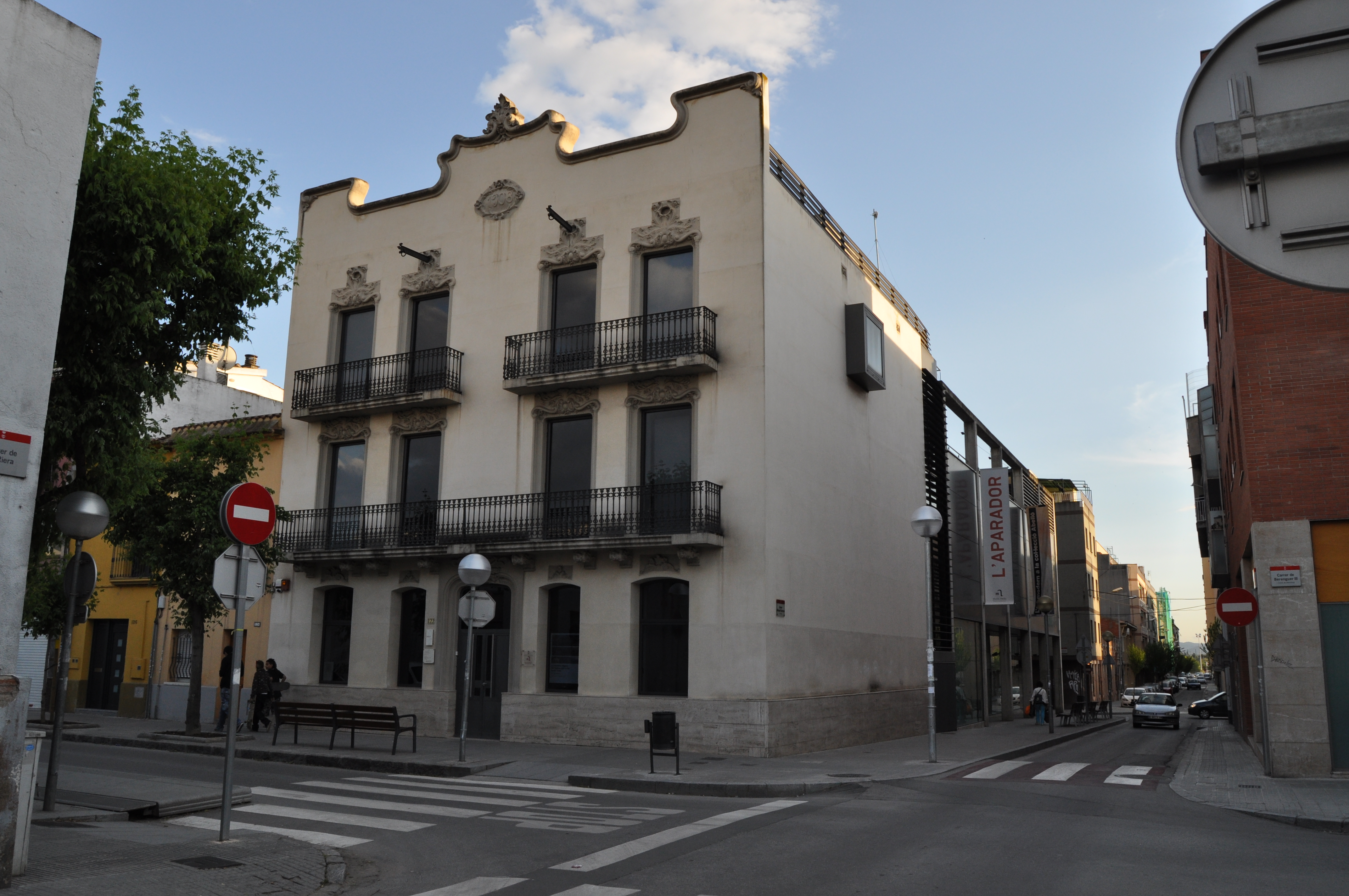
Museu Abelló a Mollet del Vallès.

### Inicis
Joan Abelló, fill de Neus Prat i Miquel Abelló, va néixer en una casa humil del carrer Lluís Duran de Mollet, on el seu pare, llauner, hi tenia el taller.
Abelló, de ben petit va ser un nen amb problemes de salut, i es quedava reclòs a casa durant moltes estones, pot ser, per això, va desenvolupar una gran sensibilitat artística. Primer volia ser escriptor, després es va sentir atret per la música, i finalment es va decantar per la pintura. Qui el va acabar de convèncer, va ser un pintor de Mollet anomenat Castellsagués, que un dia estava pintant a l'aire lliure, i quan Joan Abelló s'hi va acostar, Castellsagués el va animar a agafar un pinzell i a tacar la tela. Segons explica el mateix Abelló: «Amb una certa tremolor vaig agafar la paleta i els pinzells. La tremolor es va fer més intensa... Com era possible que, en aquell instant, descobrís amb una força que no admetia dubtes que "allò" era la meva veritat?. De totes les coses que havia provat per trobar-me a mi mateix, ara descobria que era precisament la pintura que podia omplir el meu esperit fins a sadollar-lo plenament.»
Després va anar a classes de dibuix amb el mateix Castellsagués. De ben jovenet, va treballar de cambrer a la cooperativa de Mollet per poder pagar-se els estudis de dibuix. Mentre servia als clients, feia dibuixos sobre les taules de marbre.

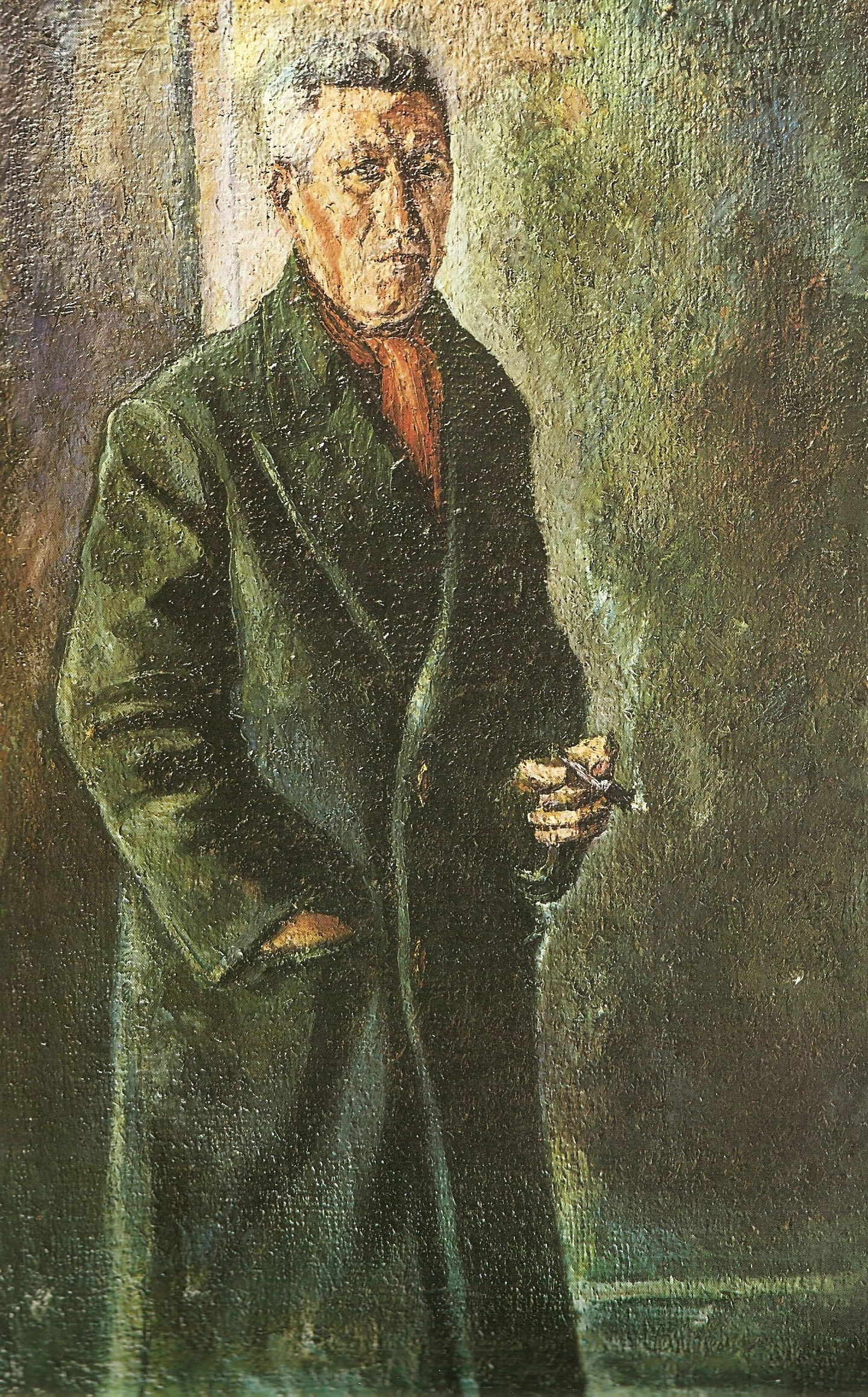
Retrat del meu pare. Oli sobre tela de sac. 141 x 90 cm. Museu Abelló

Durant la guerra (a partir del 1936), Abelló va haver de deixar els estudis però va continuar pintant amb teles de sac, com és l'obra «Retrat del meu pare» (1945) que es troba al Museu Abelló. En aquest període, el seu primer estudi va ser el galliner de casa.
Un fet que el va impactar molt durant la guerra va ser el bombardeig que van fer als Quatre Cantons (8-1-1938), on Abelló, amb els seus propis ulls, va veure com assassinaven gent coneguda del poble, com ara el doctor Rosés, que l'havia introduït en el món dels billars. Anys més tard, el 1993, va fer l'obra «Bombardeig als quatre cantons».
A partir de la postguerra, Joan Abelló va anar a classes de dibuix a Barcelona i, l'any 1941, començà a l'Acadèmia Baixas. També freqüentà les classes de dibuix al Reial Cercle Artístic.

### Mestres
Joaquim Mir, entorn el 1914, va estar pintant una temporada pels voltants de Mollet. Joan Abelló es va sentir molt atret per la seva obra i pels quadres que Mir havia deixat escampats per cases de Mollet anys enrere, i que Abelló en veure'ls va quedar meravellat pels seus color: «Vaig veure moltes teles escampades per masies i llocs, i d'ell vaig aprendre la sensibilitat dels colors».

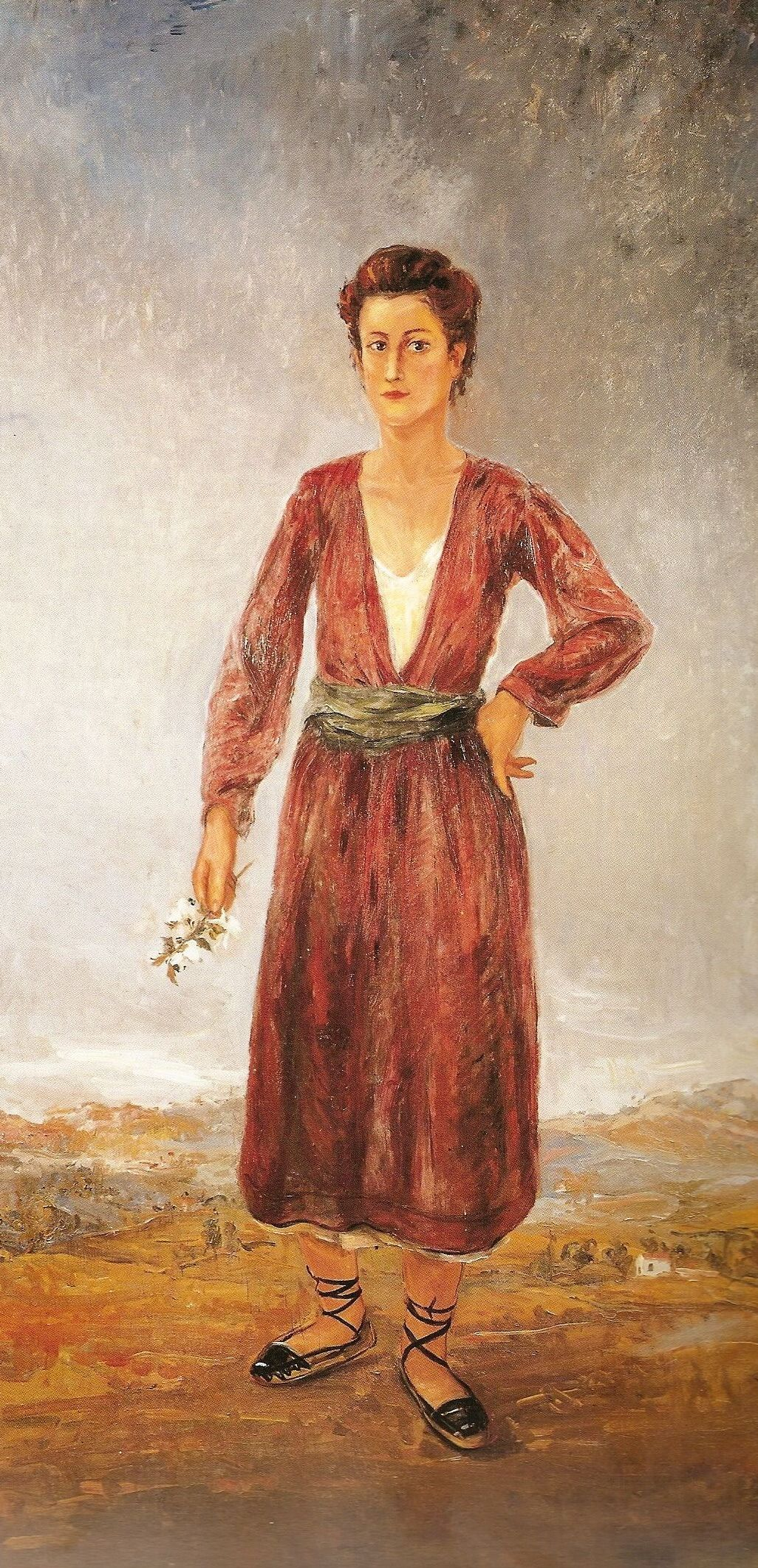
La Garriganga. Oli sobre fusta. 200x 100 cm. Casa del Pintor Abelló

L'any 1944, un amic li presentà l'artista Pere Pruna i Abelló va entrar en el seu taller. Al costat de Pruna va aprendre a fer una geometria de les taques del color, a distingir la línia de les coses i a pintar de memòria. En aquesta època Joan Abelló va pintar l'obra «La Garriganga» (oli sobre fusta, 1947), que es troba a la Casa del Pintor.
Tal com diu Abelló al llibre L'hora del te, en aquella època tenia 22 anys i vivia en una bohèmia absoluta. Però gràcies a Pere Pruna podria pintar tots els dies en el seu estudi i això era molt important per a ell.
El 1945, Joan Abelló va entrar a treballar al taller de restauració del Miracle on, a part d'aprendre les tècniques de restauració, va tenir l'oportunitat de veure moltes obres juntes i començar a iniciar-se l'amor pel col·leccionisme. En aquest moment és quan començà a pintar els primers bodegons expressionistes.

#### Abelló i Carles Pellicer (1946-59)
Pere Pruna va fer una llarga estada a París però abans (1946) presentà Abelló a Carles Pellicer. Fou així com Joan Abelló va entrar al seu estudi. Pellicer, representant de la vella escola, tenia més de 80 anys i estava cec i sord. No li podia ensenyar a pintar però amb llargues converses a l'hora del te, i amb la seva gran col·lecció, va fer veure a Abelló més enllà de la pintura. Quan Pellicer va saber en quines condicions vivia Abelló li va proposar anar a viure amb ell a canvi de cuidar-lo. Durant els següents 14 anys es va establir una relació de gran efecte.
De totes maneres, també s'ha de contemplar aquest període com la cara i la creu de la mateixa moneda, tal com diu Josep Masats en el seu llibre Joan Abelló, ja que a Can Pellicer, Abelló guanyà estabilitat, però perdé la llibertat de la vida bohèmia que havia portat fins al moment.
En l'època de l'estada a Can Pellicer, Abelló desenvolupà la seva passió per la col·lecció, ja que Pellicer fou un gran amant del col·leccionisme. La seva casa situada al Passeig de Gràcia, 4, era un gabinet de curiositats, on tot estava ple d'obres i objectes artístics. Joan Abelló, en el seu llibre, L'hora del te, narra les sensacions que va tenir el primer cop que va entrar a Can Pellicer: «La primera vegada que vaig traspassar el llindar del pis d'En Pellicer acompanyat d'En Pruna vaig tenir la impressió que el món i la vida s'havien aturat en el bell moment que la porta es va tancar darrere nostre. Entràvem en un altre món... I tot d'un cop, sense transició, passàvem a viure en plena meitat del vuit-cents. Els llargs passadissos que ens havien de conduir fins al menjador estaven literalment farcits de teles, ceràmiques, arquetes de tots els estils, domassos i relleus. Tot plegat, tenia un aire estrany com de museu abandonat, amb un cert regust necrofílic. La casa respirava un aire nostàlgic, d'abandó conscient, gairebé dolorosament assolit».
De la mateixa manera, va tenir l'oportunitat de gaudir de l'ambient de les tertúlies artístiques que s'organitzaven periòdicament cada dissabte a Can Pellicer, sota el ritual de l'hora del te. Experiències que després Abelló, un cop mort Pellicer, va recollir publicant el llibre L'hora del te (1961), llibre que evoca amb lirisme la vida bohèmia i els seus mestres, especialment Carles Pellicer, i tot el món que l'envoltava.

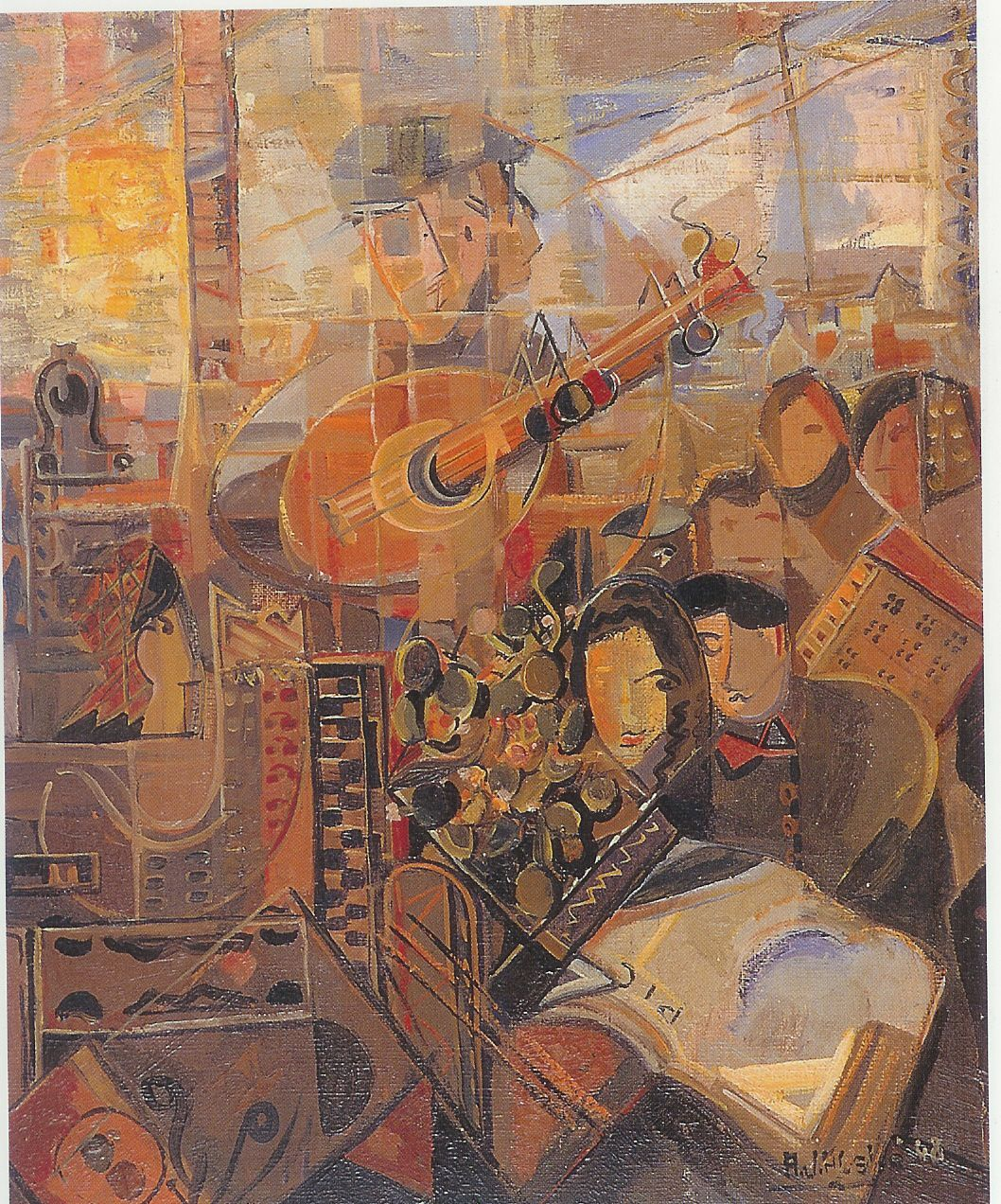
El músic en un tren. Oli sobre tela. 61 x 50 cm. Casa del Pintor

Durant l'estada al Passeig de Gràcia, Joan Abelló, va rebre la mala notícia de la mort del seu germà Andreu (1948), que era més jove que ell. Un germà que va confiar plenament en les aptituds artístiques de Joan Abelló, i que li va donar suport en tot moment. Després d'aquest incident, Abelló va passar per una llarga crisi. Com a conseqüència, la seva pintura s'enfosqueix, i s'inicia l'època fosca o negra de la seva obra. Exemple d'aquest període n'és l'obra «Sopar dels amics» (oli sobre tela, 1951).

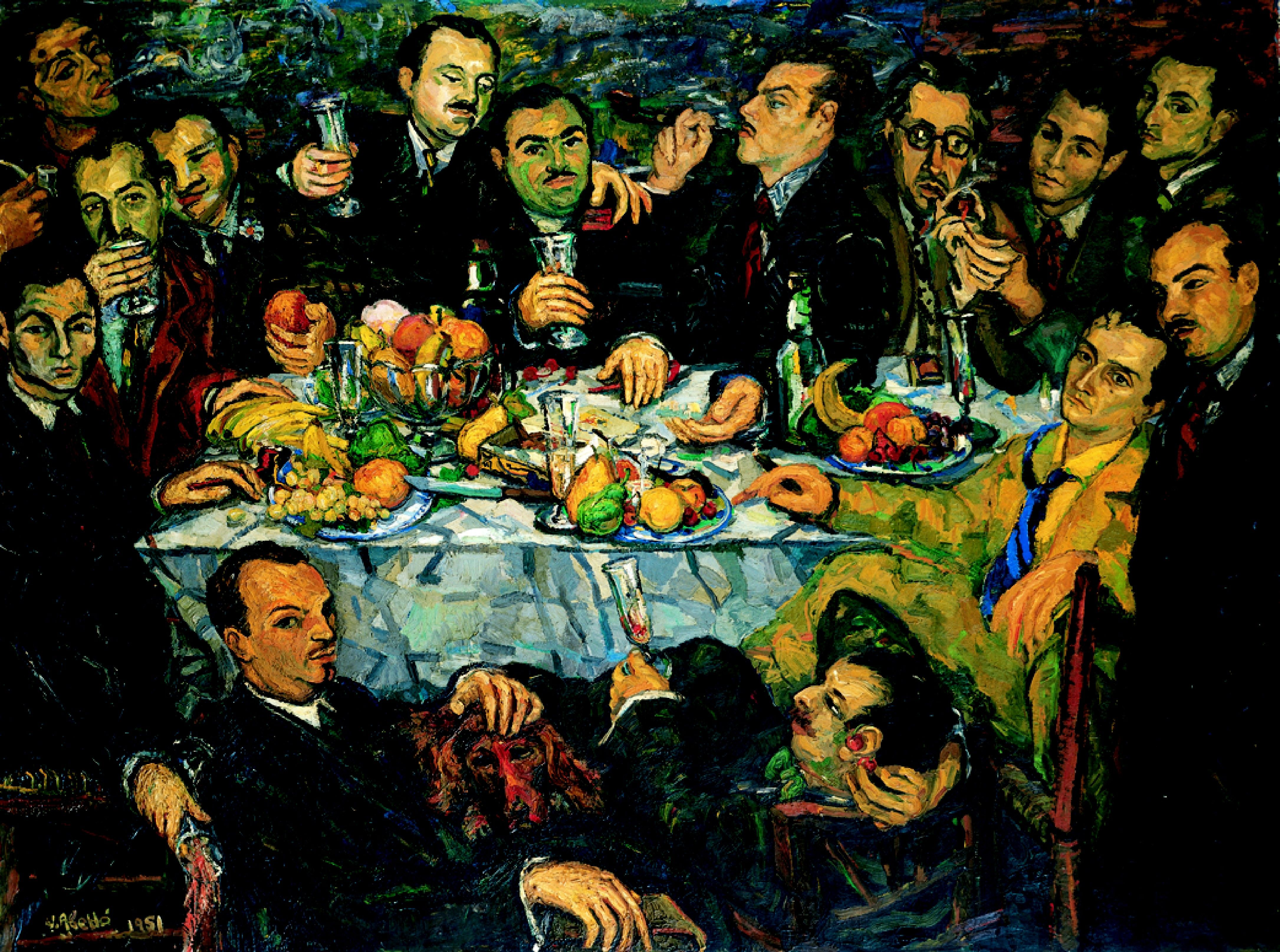
Sopar dels amics. Oli sobre tela. 150 x 200 cm. Museu Abelló

Moltes de les obres fetes en aquest període, i com a homenatge al seu germà, Joan Abello signà com a A. (Andreu) J. Abelló.
No obstant això, el 1948, investigà i experimentà amb el cubisme, com ara la pintura sobre tela «El músic en un tren» (1948). Durant els anys 50 també realitzà bodegons expressionistes i, fins i tot, arribà a provar l'abstracció.

## L'obra d'Abelló
L'evolució de la pintura d'Abelló, segons el crític d'art Àngel Marsà, presenta uns inicis amb obres neoimpressionistes, amb càlides inflexions cromàtiques, per avançar cap a un intimíssim espiritualisme, per arribar finalment acabant amb un expressionisme alliberat.

### Els pastels

#### Anys 50
Abelló s'inicia amb els pastels per casualitat. Troba una capsa de pastels a Can Pellicer i aquests són més econòmics que la pintura a l'oli.
Els primers pastels són neoimpressionistes. Ben aviat, el pintor va desenvolupar una gran tècnica amb els pastels, tot intentant aproximar-se a aquesta tridimensionalitat tan característica de la seva obra. Però amb els anys abandonà la tècnica per motius de salut.

#### París (1979-1986)
Joan Abelló va viatjar a París, on hi va fer una llarga estada (amb anades i vingudes entremig). Allà va començar a pintar amb els pastels, primer per motius econòmics, però després es va trobar còmode amb la tècnica, i la va arribar a renovar. A París, ja hi havia altres autors il·lustres que utilitzaven els pastels en les seves obres, artistes com Degàs, Picasso o Toulouse-Lautrec, però mentre ells utilitzaven els pastels per fer figures, Abelló es va decantar per utilitzar aquesta tècnica per fer paisatges. Moltes de les obres de finals del 70 i inicis del 80, són vistes de París, els seus monument, ponts i carrerons, fet que converteix el París d'Abelló en viu i pintoresc.
Els pastels d'Abelló se situen dins del post-impressionisme, on domina la llum i el color. L'artista utilitza els pastels com si pintés a l'oli, amb la mateixa força i la mateixa tècnica. Agafa una barra de pastel i li dona cops, com si fos un pinzell. Fa servir els dits com a pinzell i amb el temps se li arriben a embutllofar. Treballà amb els colors sense barrejar-los. Això fa que el pastel tingui una gran força pictòrica que li dona molta expressivitat. Tant amb el pastel, com amb l'oli, Abelló feu una pintura sensual, anàrquica i fauve, amb un cromatisme apassionat. Del 1979 al 1986, Abelló, pintà majoritàriament amb pastels. Trobem obres de París, els Alps, Països de l'Est i Itàlia.

### Explosivisme

#### Anys 60
Abelló va experimentar amb molts ismes, però mai es va casar amb cap moviment en concret, ell va crear el seu propi moviment, l'Explosivisme. Es basava en llençar a l'atzar la pintura del tub damunt la tela, deixant-se endur per la intuïció, tot buscant nous camins, però sempre amb les constants de la força atractiva del color i la llum. És llavors quan Abelló assoleix la dicció pròpia de l'expressionisme, tot desbordant color.
L'explosió de la pintura a la tela pot ser tan agressiva, quan es fa amb un gruix tan considerat, que les pintures passen de ser de tres dimensions i on la matèria es fa dúctil. En aquest moment eliminà qualsevol interferència narrativa per conquerir solucions plàstiques absolutes.

## Abelló viatger
Després de la mort de Pellicer, estabilitzà la vida familiar i va fer exposicions amb crítiques favorables. Amb tot, Abelló se sentia atret per l'Europa del Nord i inicià una etapa de viatges que el va portar a recórrer mig Europa durant la dècada del 1960. Més endavant, cap als anys 1980 i 1990 va viatjar per Àfrica, Amèrica i Àsia. Malgrat que la pintura d'Abelló té una empremta mediterrània, ell se sentia atret per la pintura nord-europea.

### Londres (1963)
Així com tots els artistes tendien a anar cap a París, Abelló, va canviar la llum de París per les boires i les foscors de Londres. L'any 1962 se'n va anar a Londres, sense conèixer ningú, i s'instal·là a viure en un garatge tornant a fer vida bohèmia. Freqüentà la National Gallery, on es va sentir atret per la llum de Turner.
Li van proposar de fer-se càrrec d'una senyora anciana alcohòlica i, a canvi de cuidar-la, va poder viure en la seva casa residencial, tornant-se a repetir la mateixa situació que amb en Pellicer. Aquesta estabilitat li va permetre poder pintar sovint. Just abans de tornar cap a casa perquè no havia venut res, va conèixer per casualitat el propietari de la Broadway Art Gallery (1963), E. L. Peel, que li va obrir les portes i li va permetre poder exposar, vendre i ser conegut. Gràcies a això, s'hi va poder quedar 10 anys més, amb anades i tornades a Barcelona i el Vallès.
També convidat per E. L. Peel, Abelló va passar un any a l'Illa de Man (1967), un lloc curiós amb moltes espècies inèdites d'animals, i amb un important circuit de motos. Abelló va pintar des dels indrets més insòlits les motos en acció.
Durant la seva estada a Londres, va tenir l'oportunitat de conèixer artistes destacats europeus. Freqüentava l'estudi de Francis Bacon a Chelsea. També va conèixer Henry Moore i OsKar Kokoschka. En aquests anys, la pintura d'Abelló es va consolidar, i es va mostrar amb un expressionisme singular. Fent una pintura mediterrània, amb un colorisme únics, arribant inclús a ser agressiu.

### Lillo. Anvers (1964-1972)
Joan Abelló va anar a Bèlgica, convidat per pintar el poble flamenc de Lillo (Anvers). Allà, hi va pintar una dotzena de pintures a l'oli. L'estada a diferents poblacions de Bèlgica es va perllongar amb anades i vingudes durant una dècada.
L'any 1973, torna a Bèlgica a Sint-Martens-Latem, on hi pintà paisatges. Primer trencà amb l'estructura clàssica, mantenint el format realista, i després evolucionà amb una presència més elevada de color, seguint una estètica fauve.

### Marràqueix. 1968
L'any 1968, Abelló viatjà al Marroc. També sota la iniciativa del propietari Peel, qui va llogar un recinte per fer exposicions, on Abelló hi participà. A més, va poder tenir l'oportunitat d'estar becat i passar una temporada en un palauet de Marràqueix, on treballava i residia amb diferents artistes.

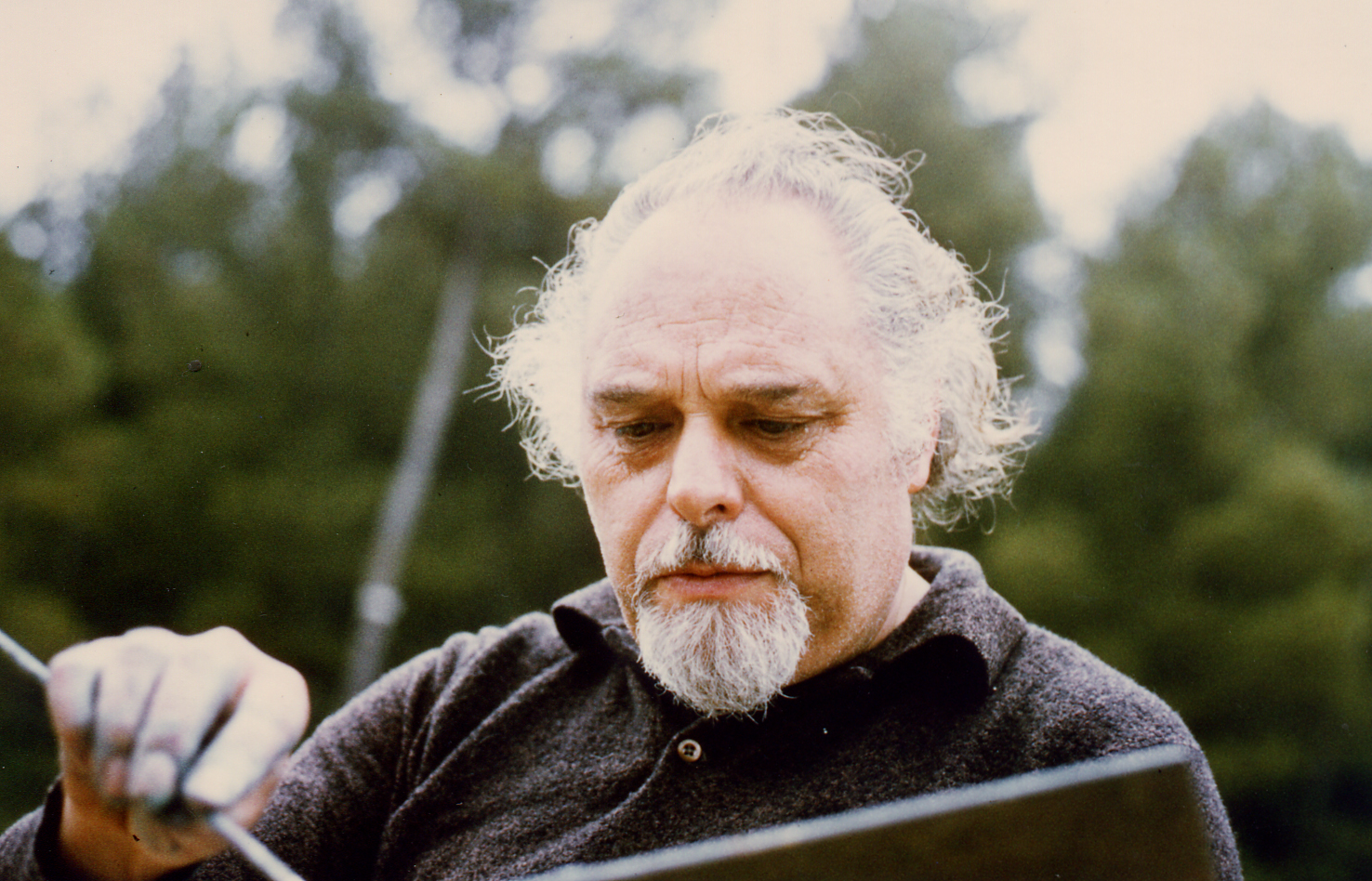
Joan Abelló durant la dècada dels 70

Després d'aquesta estada, Abelló va fer més viatges al Marroc,

### Anades i tornades
Malgrat les seves llargues estades a l'estranger, Joan Abelló viatjava i tornava a Mollet constantment. S'instal·là també en un estudi a la Diagonal de Barcelona.
Tal com explica Pere Voltes en el seu llibre, durant aquest període hi ha un predomini del dibuix, fet amb una línia seca, però que després introdueix taques casuals de colors. En aquest moment, les teles passen de l'abstracte al figuratiu. Es pot considerar una etapa intermèdia, amb una moderació de l'ús de la pasta pictòrica. També pinta molt la figura humana, amb models femenins (ja sigui models o les seves pròpies filles).

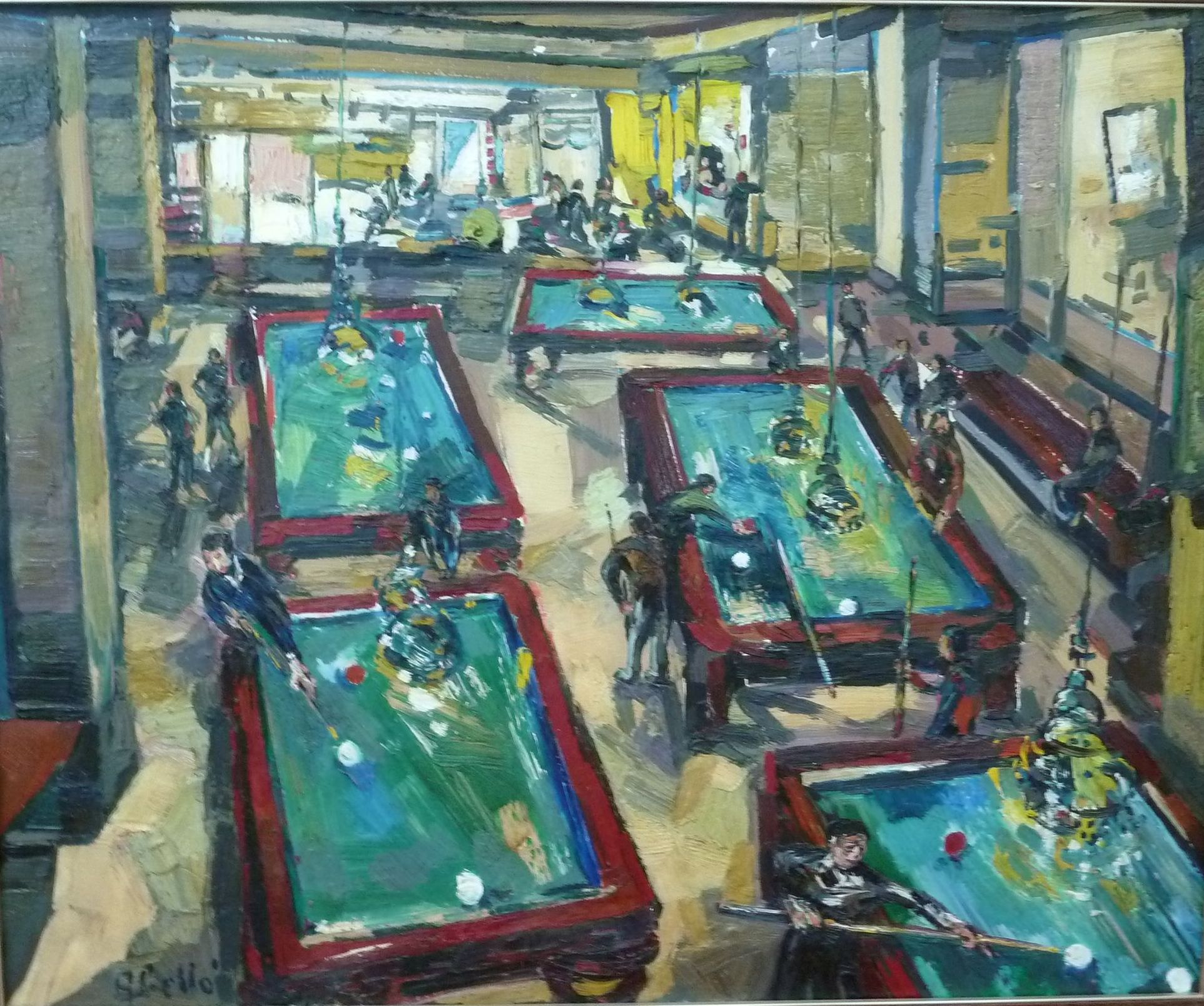
El club de billar. Oli sobre tela. 81 x 100 cm. Casa del Pintor

Segons Voltes, introdueix «l'època ratllada», on Abelló experimenta introduint ratlles en franges horitzontals, tot donant potència al quadre.
Tanmateix, el 1966, Abelló va començar a pintar el fresc del baptisteri de l'església de Mollet.
Durant el 1969-70, l'artista restà una temporada a Mollet, i va ser font de la seva inspiració. Va pintar el Vallès en contraposició amb les fàbriques, les masies abandonades i els carrers desapareguts de Mollet. També són destacable les pintures que fa de l'interior dels saló de billar de Can Regino, on reflecteix la seva afició pel món dels billars. N'és un exemple l'obra «El club de billar» (oli sobre tela, 1976).
L'any 1970, tal com s'explica en el llibre de Josep Masats, Abelló tornà a Mollet, tot tancant l'etapa centreeuropea, i fa un canvi de pintura. Passà de la pintura fosca de cels grisos a una pintura clara, influenciada pels colors del sol, del Vallès i de la Mediterrània. Tot i així, la seva pintura juga amb les contradiccions (alegre/trist), amb tocs de sarcasme i amb l'exaltació de la força que es manifesta amb la seva manera de treballar i d'aplicar els colors damunt la tela .
Tanmateix, Joan Abelló, va continuar viatjant però passant etapes més llargues a Mollet. Al Vallès va retrobar la simfonia de colors de la seva infantesa. També va pintar i valorar la tendresa dels espais domèstics i els petits objectes.
Durant els anys 1970, Abelló va viatjar a Àfrica (Costa Ivory i Alto
Volta) on treballà amb gouaches, acrílics i pastels.

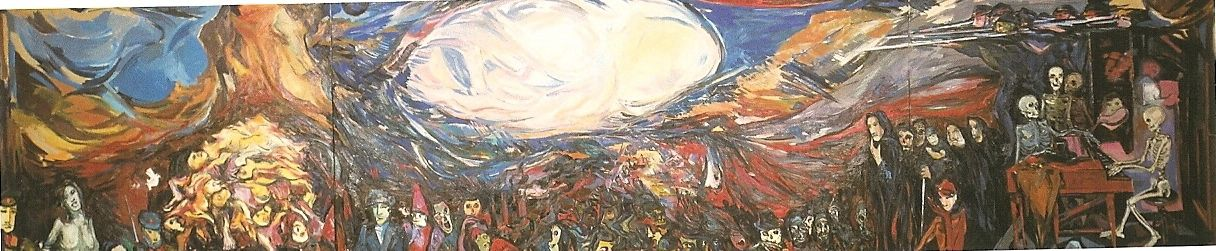
Història tràgica que m'ha tocat viure. Oli sobre tela. 195 x 850 cm. Museu Abelló

L'any 1981, va pintar un dels quadres amb què sintetitzà la manera com veu i sent aquella etapa de la seva vida, conjuntament amb com l'artista viu i sent la pintura, «La història tràgica de l'època que m'ha tocat viure». Un gran oli sobre tela concebut com una pintura mural (195 x 850 cm), en el que el pintor presenta un temps que ha estat dominat per la violència i la guerra, que ha sembrat la mort i que ha portat a l'autodestrucció de la societat. Es tracta d'una gran pintura on apareixen trets realistes (esquelets tocant el piano), impressionistes, expressionistes, cubistes i abstractes. Una pintura que resumeix l'art total.

### Dècada dels 80: Viatges per Europa i Amèrica
Durant la dècada de 1980 Abelló va estar una llarga temporada a París, amb anades i tornades a Catalunya. En el seu estudi de París va poder pintar els carrers, places, ponts i monuments emblemàtics de la ciutat.

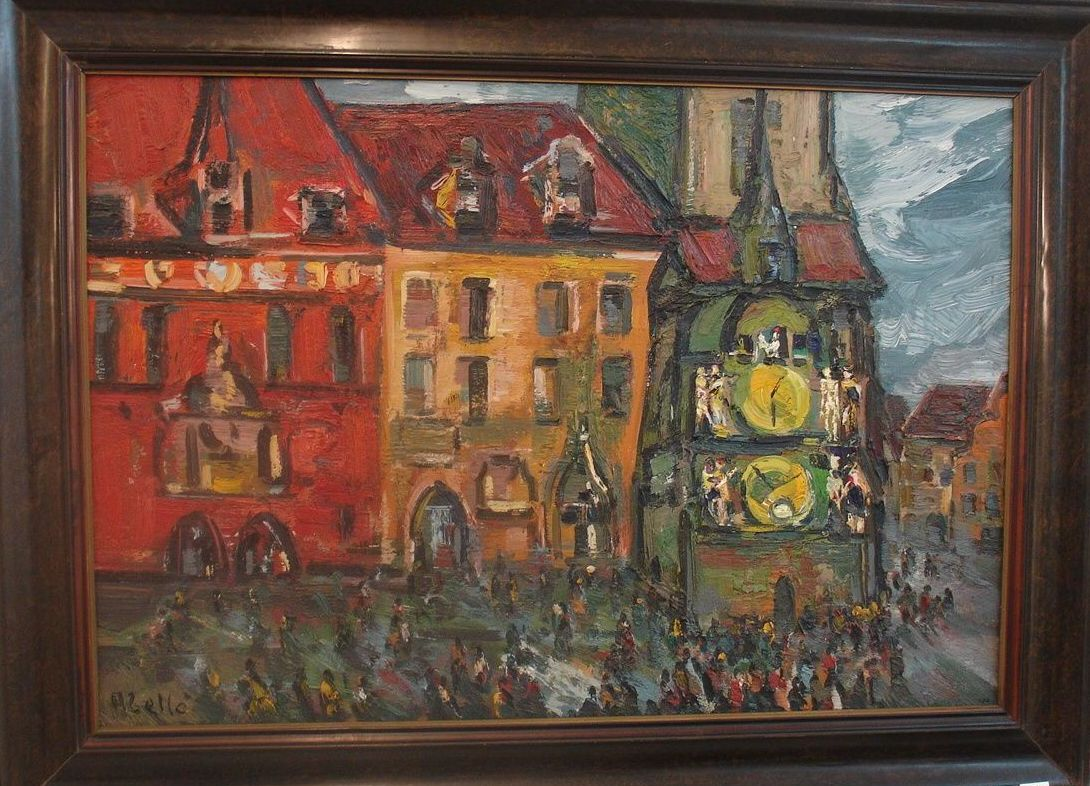
Praga. Oli sobre tela. 69,5 x 100 cm. Museu Abelló

Als inicis de la dàcada, se'n va anar a Praga a pintar, on va fer un dels olis destacats «Praga» (69,5 x 10 cm, 1983), i que es troba al Museu Abelló.
El 1981, va viatjar a Nova York, que en aquell moment ja era un centre neuràlgic de galeries, subhastes, estudis i antiquaris. El viatge a Nova York va ser molt intens i profitós. Tal com diu l'artista en el llibre Abelló de Victor Krasnoproshin: «Estava molt ocupat amb les exposicions. Nova York em va impressionar més del que m'esperava. Aquest conjunt urbanístic em va obsequiar amb un munt d'idees. Idees que eren totalment diferents i oposades a les pretensions europees».
Posteriorment va viatjar i pintar a Viena, Budapest, els Alps i Rio de Janeiro.
L'any 1984, Abelló va tenir un greu accident amb cotxe, i a partir d'aquest moment li va costar fer viatges de llarga distància amb cotxe i necessitarà sempre un xofer.
El 1988 Joan Abelló va entrar com a membre del Reial Cercle Artístic de Barcelona i anys més tard, el 1992, va passar a ser-ne el president.

### Dècada dels 90: Viatges per l'Orient i el Pacífic
A principis de 1990, la vida d'Abelló, malgrat tenir una edat avançada, va ser molt moguda, i va continuar fent els seus viatges i retorns a Mollet .

Aprofitant el nomenament de Barcelona com a ciutat olímpica, Abelló va rebre l'encàrrec de pintar algunes de les subseus olímpiques (1989-91). L'any 1992 va viatjar a Istanbul, una ciutat amb tants matisos que Abelló va poder pintar obres de temàtiques molt variades.

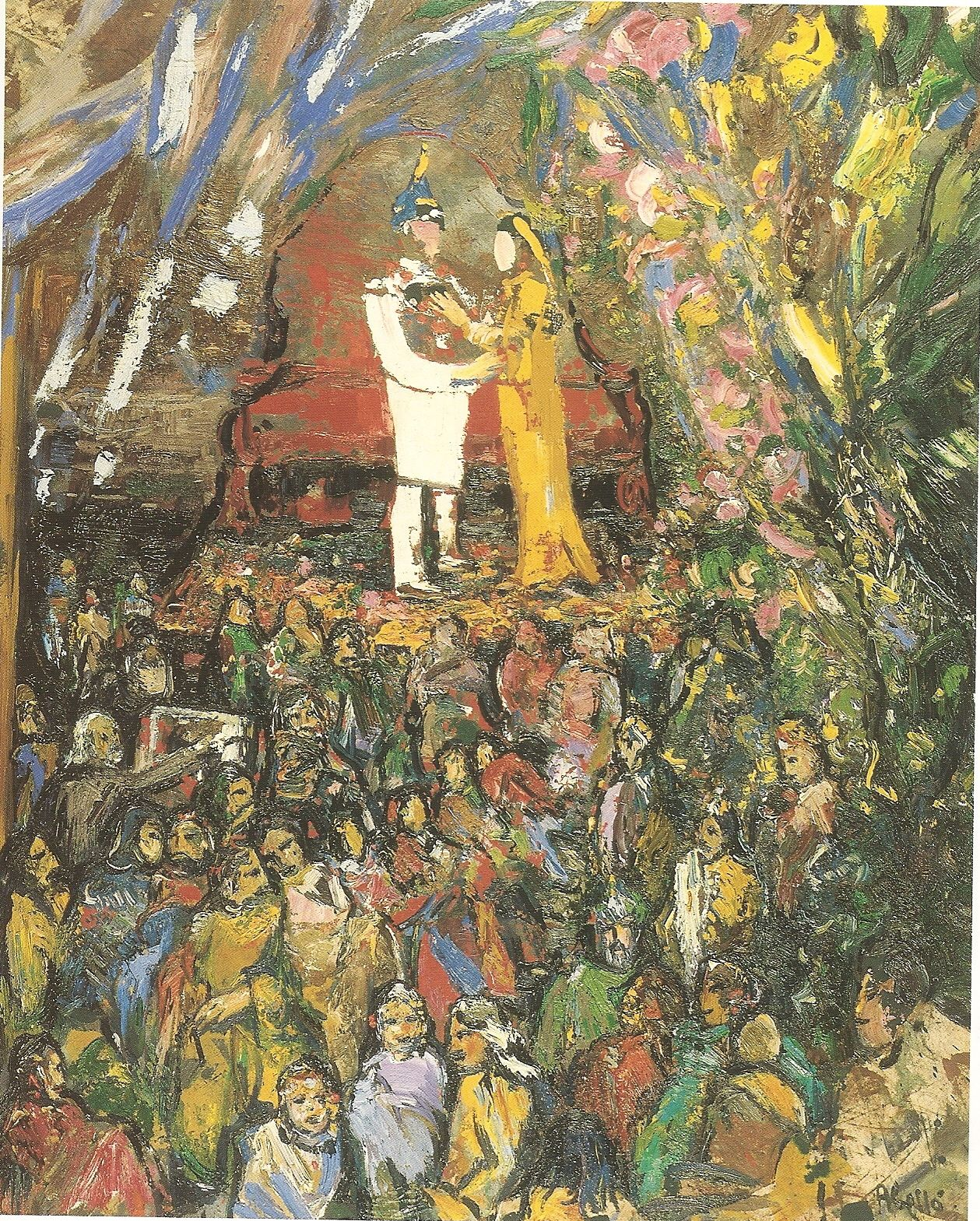
Un casament a l'Índia. Oli sobre tela. 150 x 120 cm. Museu Abelló

Aquell mateix any, Abelló inicià el seu viatge cap a l'Orient i l'Himàlaia, amb una primera etapa a l'Índia. Allà hi va pintar monuments, temples i les riques cerimònies amb vestimentes tradicionals com l'obra «Un casament a l'Índia» (oli sobre tela, 150 x 120 cm), de 1992.
Durant els anys 1994-95, recordant el viatge a Turquia, va pintar «La batalla de Lepant», una obra completament diferent a les pintures que havia fet fins al moment.

#### Xile - Tahití - Illa de Pasqua
La tardor del 1995, acompanyat del seu amic Joaquim Sardà, va iniciar un viatge a Tahití, passant per Xile i arribant a l'Illa de Pasqua. Com a propòsit d'aquest viatge, Abelló va crear 50 quadres a l'oli i molts guaixes, amb els moais de l'Illa de Pasqua i els paisatges de les illes polinèssiques de protagonistes, tot seguint les passes de Paul Gauguin. Obres on el color queda més que exaltat.

#### Egipte
L'any 1996, Abelló viatjà a Egipte, on va quedar meravellat per l'antiga civilització, les piràmides, les tombes i la vida dels faraons.

### Rússia

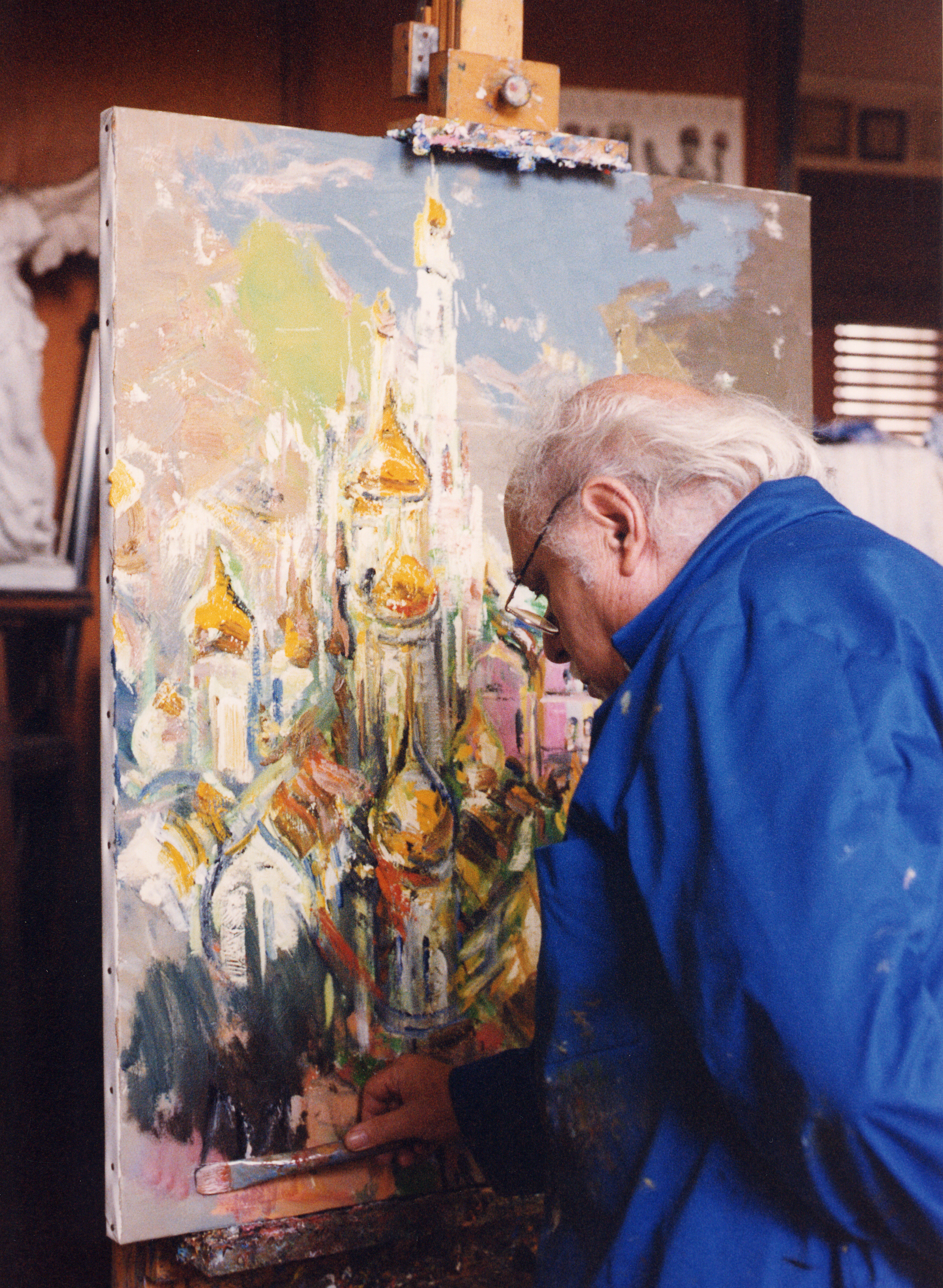
Joan Abelló, pintant les obres de Rússia

L'any 1999, Abelló va anar Minsk a un casament i va aprofitar l'estada per passar uns dies a Moscou i Sant Petersburg. Abelló feia temps que se sentia atret per la cultura russa. A Moscou, es va sentir sorprès per la grandesa dels temples ortodoxes i per les icones russes. Abelló va voler plasmar totes les sensacions però es va adonar que no tenia suficient temps i va programar dos viatges, un a Moscou i l'altre a Sant Petersburg.
Així, doncs, el maig del 2000, juntament amb la seva filla Marta, se'n va anar a Moscou, on va pintar la Catedral de Sant Basili entre d'altres. El març del 2001 va viatjar a Sant Petersburg, també amb la seva filla Marta, on va fer obres amb grans paisatges amb neu i el riu Neva de fons.

## Amistats i coneguts
L'any 1961, Joan Abelló va conèixer a Picasso a la seva finca, convertida en lloc de peregrinació d'artistes i admiradors, on restava aïllat. Per poder ser rebut per ell va entregar, a banda d'una carta de recomanació de Joan Vidal Ventosa, un xoriço de Cantimpalo i una ampolla de vi de Chinchón que sabia que a Picasso li agradava. El regal va ser efectiu perquè el va rebre de seguida. Van parlar dels amics que tenia Picasso a Barcelona i va beneir la seva pintura. Abelló va veure Picasso en altres ocasions, algun cop acompanyat per madame Totote (la vídua de Manolo Hugué). De la relació amb Picasso, en el Museu Abelló es troba algun dibuix, dedicatòria i un retrat que li va fer.
L'any 1965, Joan Abelló va conèixer Salvador Dalí, un dels artistes que exercí una gran influència sobre la seva obra. Abelló sabia que a Dalí li agradava molt el pintor Marià Fortuny, és per això que va agafar l'únic Fortuny que tenia a la seva col·lecció, un oli sobre tela «Esbós per a la batalla de Tetuan» (c. 1860), i li va portar a la seva casa de Port-Lligat. Així es va iniciar una amistat que va durar fins a la mort del pintor empordanès. Una amistat que comptava amb la complicitat que es va crear entre ells. Per una banda Dalí va veure una certa gràcia en les extravagàncies que presentava el jove artista de Mollet del Vallès. Nogensmenys, Abelló va donar-ho tot per aquell a qui considerava un mestre, un geni de qui aprendre. Dues personalitats que tenien moltes coses en comú. Fruit d'aquesta relació, al Museu Abelló, hi ha un important fons amb documents signats i dibuixats per Dalí i uns cartells que l'artista empordanès va fer pel futur Museu Abelló.

## Abelló col·leccionista
Mentrestant, l'atmosfera de col·leccionisme de Can Pellicer, la del taller del Miracle, juntament amb les visites que feia sovint a l'estudi de Manolo Hugué, va fer que anés creixent exponencialment l'interès d'Abelló pel col·leccionisme, una de les passions de la seva vida.
En el taller de restauració, el Miracle, alguns cops, li pagaven les feines amb algun quadre petit. Abelló, canviava les seves obres per teles de pintors amics. D‘aquesta manera va començar el que seria la seva gran col·lecció d'art, que va arribar a un fons de més de 10.000 obres.
Durant els anys 1960, Joan Abelló estableix contacte amb la vídua de Manolo Hugué, Totote, i la seva filla Rosa, que estaven establertes a Caldes de Montbui. Elles estaven molt interessades en que un jove artista conegués i visités l'obra de Manolo. Fou així també com va començar la col·lecció d'obres de Manolo Hugué (en aquella època, les obres valien relativament poc). Joan Abelló va tenir la col·lecció particular més gran de les obres de Manolo Hugué (abans de fer la donació a la ciutat). Així de mica en mica va anar omplint les parets del seu estudi de Mollet. Segons Abelló: «Jo vaig apostar, en fer la col·lecció, pels perdedors del moment. Comprava allò que la gent no volia. Artistes com Van Gogh, que no van vendre res, s'han d'esperar dues o tres generacions per ser cotitzats. Jo comprava coses molt bones a molt baix preu, i en canviava d'altres per quadres meus. Això és la base de la col·lecció».
Abelló des dels seus inicis del col·leccionisme va tenir clar que volia fer un museu a Mollet. Ja l'any 1946, Abelló va fer una reunió amb els seus amics al Cinema Avinguda de Mollet, per exposar la seva idea de fer del seu estudi un museu.
Un altre testimoni de la voluntat d'Abelló de fer un museu a Mollet, des dels inicis de la col·lecció, va ser els cartells que va fer Salvador Dalí durant els anys 60, fruit de la relació d'amistat que es va establir entre els dos artistes .
Durant els anys 1950 ja es podia visitar el seu estudi-museu. I, a finals de la dàecada, va començar a organitzar concerts, actuacions i accions amb diferents artistes com Joan Brossa i Pere Portabella. Més endavant, quan Joan Abelló va començar a viatjar arreu del món, portava obres d'art, objectes únics i curiosos, que van col·laborar a ampliar la col·lecció amb un fons de més de 10.000 obres. A mesura que ampliava la col·lecció, Abelló anava comprant les cases del voltant, per poder acollir totes les obres i objectes que havia anat atresorant. En total va comprar 11 cases, que va unificar per construir el que és actualment la Casa del Pintor i El Taller de l'Artista.

## Donació del fons. Origen del Museu
Joan Abelló, al llarg de la seva vida, va crear una immensa col·lecció, configurada per obres que va comprar, intercanviar, i obres del propi pintor. En total va col·leccionar més de 10.000 obres. L'artista molletà des del principi tenia molt clar que volia fer un museu a Mollet. És per això que de mica en mica anava comprant i arreglant les cases a mesura que engrandia les col·leccions.

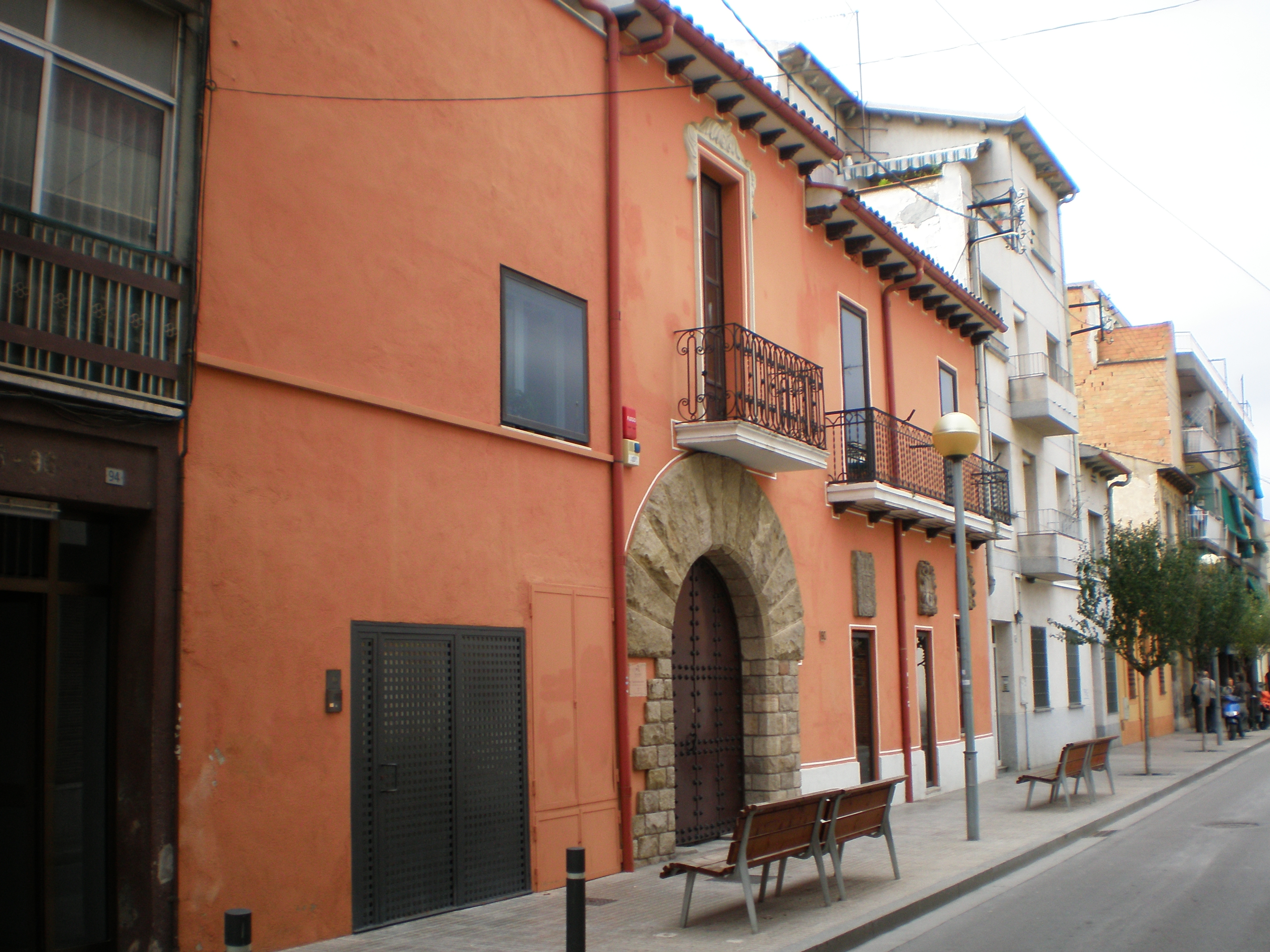
Casa-Museu de Joan Abelló

L'any 1996 es va signar amb l'ajuntament de Mollet la primera donació. Joan Abelló va fer una primera donació d'unes 5000 obres i l'edifici de la casa natal. Any que també es va crear la Fundació Municipal Joan Abelló. L'ajuntament va comprar l'antic edifici modernista, que havia estat la seu de la guàrdia civil, el va rehabilitar, i l'any 1999 es van obrir les portes del Museu Abelló.
En paral·lel, s'estaven fent les obres de rehabilitació i remodelació de la casa natal del l'artista. La que seria la Casa del Pintor Abelló, que acull bona part de la col·lecció de pintures, dibuixos, mobles, indumentària, ceràmica, vidres i obres pròpies de Joan Abelló. La casa es va inaugurar l'any 2001.
L'artista molletà, any després, l'any 2006, va voler fer una segona donació, augmentat el fons de la col·lecció Abelló, fins a unes 10.000 obres. També va donar els espais del Taller de l'artista.
Abelló va morir a Barcelona el 25 de desembre de 2008.

## Premis i condecoracions
1979 - Soci honorari del Fons Internacional de Pintura de Barcelona.

1979 - Membre de l'Academia delle Arti e del Lavoro, Parma.

1981 - Membre d'Education et Encouragement "Arts-Sciences-Lettres" de París.

1981 - Membre de des Beaux-Arts de París.

1985 - Membre del Rotary Club Barcelona Condal.

1988 - Membre de la Junta del Reial Cercle Artístic de Barcelona.

1992 - President del Reial Cercle Artístic de Barcelona.

1993 - Patronat de la Fundació Güell.

1996 - Director fundador de la Fundació Municipal Joan Abelló.

1997 - Medalla d'or de la ciutat de Mollet del Vallès.

2001 - Acadèmic electe de Belles Arts de Sant Jordi.

2002 - Entrega del diploma i insígnia com a acadèmic de la Reial Acadèmia de Belles Arts de Sant Jordi.

2002 - La Generalitat de Catalunya li concedeix la Creu de Sant Jordi.

2003 - La Agrupació Espanyola de Foment Europeu l'anomena soci d'honor i li concedeix la medalla d'or.

2005 - Creació de la Sala Abelló al Mussé de Tahití et des Îles Te Fare lamanaha.

2006 - Organitza i presideix el 125 aniversari del Reial Cercle Artístic de Barcelona.

2008 - Se li fa entrega del reconeixement del Saló d'Art BART'08 de mà del Hble Sr. Joan Manuel Tresseras, Conseller de Cultura i Mitjans de Comunicació de la Generalitat de Catalunya.

## Exposicions
- 1947 – Sala Caralt, Barcelona.
- 1952 – Galeria Van Gogh i Casa de Artista, Barcelona.
- 1954 – Galeria Argos, Barcelona
- 1958 – La Pinacoteca, Barcelona.
- Galeria Dintel, Santander.
- 1959 – Galeria Biosca, Madrid.
- 1960 – Galeria Illescas, Bilbao
- 1961 – Gravats de "L'hora del te", La Pinacoteca, Barcelona.
- 1963 – Broadway Art Gallery, Broadway (Anglaterra).
- Hallifax House, Oxford (Anglaterra).
- 1966 – Salle du Terminal, Amberes (Bèlgica).
- 1967 – Broadway Art Gallery. Broadway (Anglaterra).
- 1968 – Jardins de Mn. Poten, Marràqueix (Marroc).
- 1969 – Galería Ramon Durán, Madrid.
- 1970 – Saint-Martens-Latem (Bèlgica).
- 1974 – "Antològica Abelló", Biblioteca de Catalunya, Barcelona.
- Galeria Dintel, Santander.
- Galeria Del Campo, Amberes (Bèlgica).
- 1976 – Galeria Art et Matière, Grenoble.
- 1977 – Galeria Ingres, Madrid.
- 1980 – La Maison de la Culture, Grasse (França).
- 1981 – Gran Palais, París.
- 1982 – "Antològica Abelló", Palau dels Papes, Avignon (França).
- Ta Nisia Galleries, Nova York.
- 1983 – Cambra de Comerç Espanyola, Frankfurt.
- 1989 – "Antològica", Fondo Internacional de Pintura, Barcelona
- 1993 – "Antològica", Galeria Mayoral, Barcelona.
- 1996 – "L'illa de Pasqua", Galeria Llucià Homs, Barcelona.
- 1997 – Fontana d'Or, Girona.
- 1998 – "Abelló 75 anys", antològica. Centre cultural Can Mulà. Mollet del Vallès.
- 1999 – "Joan Abelló, entre la figuració i l'abstracció", Museu Abelló. Mollet del Vallès.
- 2000 – "Abelló. Avui, ahir i sempre", Galeria Rusiñol, Sant Cugat del Vallès.
- 2001 – "Joan Abelló i el paisatge", Museu Abelló. Mollet del Vallès.
- 2002 – "Abelló. Guaches",Sala Brok de Barcelona. Sala Brok de Barcelona
- "Abelló-, El Quatre Sala d'Art,Granollers.
- "Abelló a Rússia", Museu Abelló, Mollet del Vallès.
- 2003 – "Joan Abelló i el paisatge", Casa Municipal de Cultura La Unió, Teià.
- 2004 – "Abelló a Madrid", Museu de la Ciutat, Madrid.
- 2005 – "Abelló a les col·leccions particulars", Museu Abelló, Mollet del Vallès.
- "Abelló a França", al Fondo Internacional de Pintura de Barcelona on es presenta el llibreAbelló. Sur les chemins des Alpes.